# Cyphonisia manicata
Cyphonisia manicata är en spindelart som beskrevs av Simon 1907. Cyphonisia manicata ingår i släktet Cyphonisia och familjen Barychelidae.
Artens utbredningsområde är Bioko. Inga underarter finns listade i Catalogue of Life.